# Ängsholmen, Eskilstuna kommun
För andra betydelser, se Ängsholmen.
Ängsholmen är ett bostadsområde vid Mälarens södra strand i norra utkanten av tätorten Torshälla. Administrativt tillhör området Torshälla distrikt i Eskilstuna kommun i Södermanlands län. Ängsholmen räknades av SCB fram till 2010 som en småort. 2010 översteg folkmängden 200 personer och den räknades istället som en tätort. Vid 2015 års tätortsavgränsning hade den vuxit samman med Torshälla tätort.

## Noter

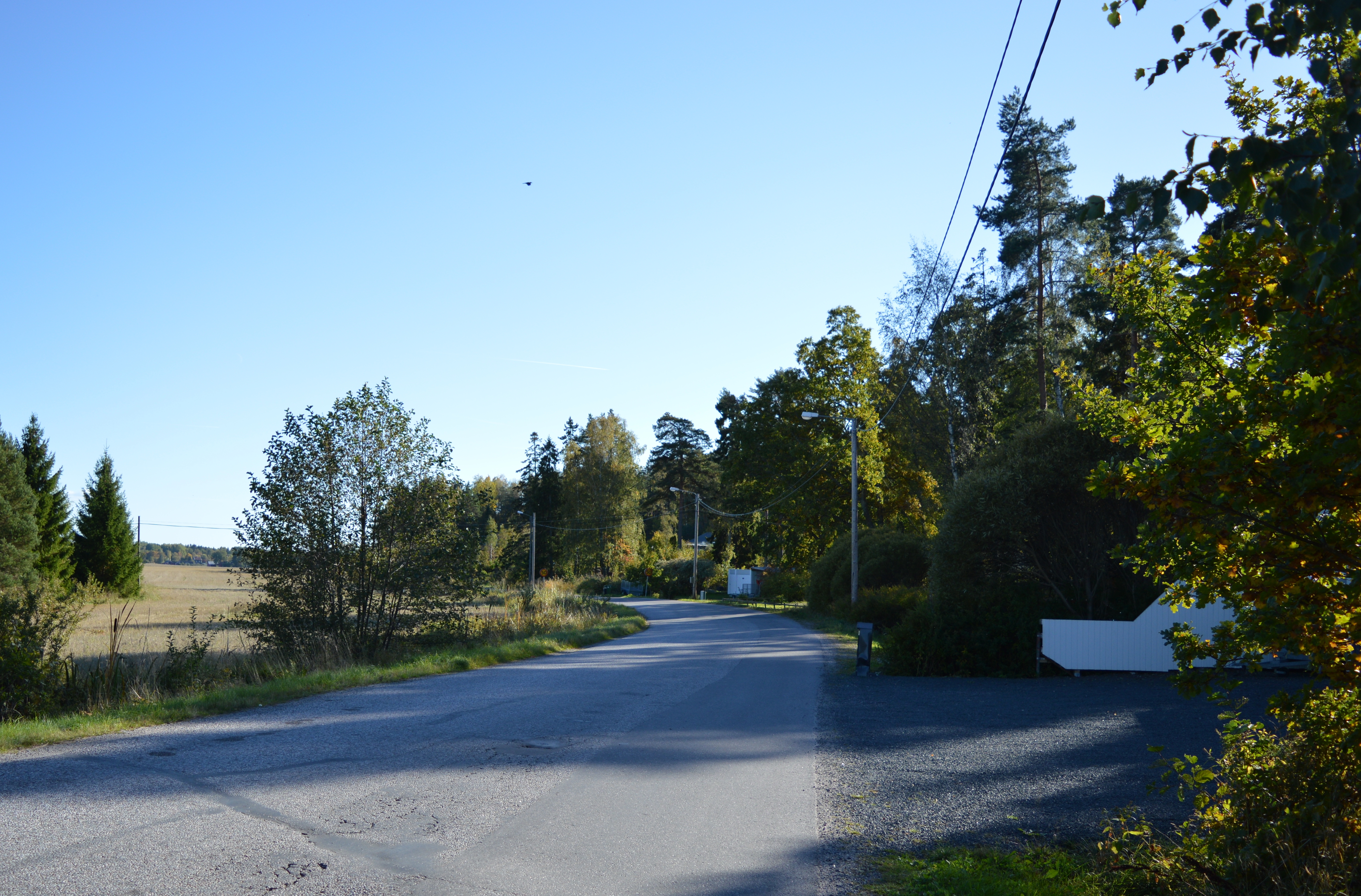
Bebyggelse utmed Mälbyvägen i Ängsholmen.

## Befolkningsutveckling
| Befolkningsutvecklingen i Ängsholmen 1990–2010                      | Befolkningsutvecklingen i Ängsholmen 1990–2010 | Befolkningsutvecklingen i Ängsholmen 1990–2010 | Befolkningsutvecklingen i Ängsholmen 1990–2010 | Befolkningsutvecklingen i Ängsholmen 1990–2010 |
| ------------------------------------------------------------------- | ---------------------------------------------- | ---------------------------------------------- | ---------------------------------------------- | ---------------------------------------------- |
|                                                                     |                                                |                                                |                                                |                                                |
| År                                                                  |                                                |                                                | Folkmängd                                      | Areal (ha)                                     |
| 1990                                                                | 1990                                           |                                                | 135                                            | 23#                                            |
| 1995                                                                | 1995                                           |                                                | 156                                            | 59#                                            |
| 2000                                                                | 2000                                           |                                                | 155                                            | 59#                                            |
| 2005                                                                | 2005                                           |                                                | 169                                            | 59#                                            |
| 2010                                                                | 2010                                           |                                                | 222                                            | 59                                             |
| Anm.: Ny tätort 2010. Sammanvuxen med Torshälla 2015. # Som småort. |                                                |                                                |                                                |                                                |